# En Vivo!
| 전문가 평가          | 전문가 평가 |
| 평가 점수            | 평가 점수   |
| 출처                 | 점수        |
| -------------------- | ----------- |
| About.com            | [ 1 ]       |
| AllMusic             | [ 2 ]       |
| Classic Rock         | 6/10        |
| Consequence of Sound | C+          |
| Kerrang!             | 4/5         |
| Metal Hammer         | 8/10        |

《En Vivo!》는 영국의 헤비 메탈 밴드 아이언 메이든의 라이브 음반이자 비디오 음반이다. 2011년 4월 10일, 칠레 산티아고 에스타디오 나시오날에서 열린 The Final Frontier World Tour 중 뱅거 필름이 촬영하고 앤디 매튜스가 감독을 맡은 이 영화는 2012년 3월 26일, 오스트레일리아 23일, 미국과 캐나다 27일, 일본 28일, 전 세계에 개봉되었다.
일반적으로 긍정적인 비판적 반응을 보이는 비디오 상대는 장편 막후 다큐멘터리를 포함하고 있으며 오스트레일리아, 오스트리아, 핀란드, 독일, 헝가리, 노르웨이, 스페인, 스웨덴, 영국 뮤직 비디오 차트에서 정점을 찍었다.

## 배경
The Final Frontier World Tour의 라이브 문서를 공개하려는 의도는 2011년 3월 15일, 《From Fear to Eternity》 컴필레이션의 보도자료에서 처음 발표되었는데, 이 편에서 밴드의 매니저 로드 스몰우드는 칠레 산티아고와 아르헨티나 부에노스아이레스에서 열린 콘서트가 DVD 발매를 위해 촬영되고 있다고 보고했다. 4월 7일, 2009년 다큐멘터리 영화 《Iron Maiden: Flight 666》는 두 콘서트 모두 촬영할 것이라고 발표했으며, 22대의 HD 카메라와 옥토캠(항공관중 장면을 촬영하는 비행 카메라)을 사용했다고 한다. 여기에, 밴드는 그들의 마스코트인 에디의 거대한 무대 받침대를 특히 녹음용으로 남미로 운반했는데, 베이시스트이자 작곡가인 스티브 해리스에 따르면, "이것은 2011년 후반 유럽 투어까지 그의 출연을 위한 것이 아니었다"고 한다.
발매일, 타이틀, 커버 아트는 2012년 1월 17일에 공개되었고 블루레이, CD, LP로도 출시될 것이라는 소식이 전해졌다. 이와 함께 해리스가 "고민 끝에 산티아고 쇼를 전체 투어 중 최고의 공연 중 하나로 느끼고 명문 에스타디오 나시오날에서 연주한 것이 우리에게 획기적인 순간"이라고 언급하는 등 이들이 칠레 공연을 주요 발매 기준으로 선택했음을 확인했다. 게다가, 보도자료에 따르면, 앤디 매튜스 감독은 나중에 "분할 화면은 여러 가지 동작을 동시에 보여주는 방법입니다. 메이든과 함께, 여러분은 여섯 명의 밴드 멤버 에디와 놀라운 관중들뿐만 아니라 극적인 무대 와이드샷을 가지고 있습니다! 현재 진행 중인 만큼 이 기술을 사용했습니다."라고 말했다.

## 곡 목록
| #  | 제목                      | 작사·작곡                      | 오리지널 발매                   | 재생 시간 |
| -- | ------------------------- | ------------------------------ | ------------------------------- | --------- |
| 1. | 〈Satellite 15〉          | 아드리안 스미스, 스티브 해리스 | 《The Final Frontier》 (2010년) | 4:36      |
| 2. | 〈The Final Frontier〉    | 스미스, 해리스                 | 《The Final Frontier》 (2010년) | 4:10      |
| 3. | 〈El Dorado〉             | 스미스, 해리스, 브루스 디킨슨  | 《The Final Frontier》 (2010년) | 5:52      |
| 4. | 〈2 Minutes to Midnight〉 | 스미스, 디킨슨                 | 《Powerslave》 (1984년)         | 5:50      |
| 5. | 〈The Talisman〉          | 야닉 거스, 해리스              | 《The Final Frontier》 (2010년) | 8:45      |
| 6. | 〈Coming Home〉           | 스미스, 해리스, 디킨슨         | 《The Final Frontier》 (2010년) | 5:57      |
| 7. | 〈Dance of Death〉        | 거스, 해리스                   | 《Dance of Death》 (2003년)     | 9:03      |
| 8. | 〈The Trooper〉           | 해리스                         | 《Piece of Mind》 (1983년)      | 3:59      |
| 9. | 〈The Wicker Man〉        | 스미스, 해리스, 디킨슨         | 《Brave New World》 (2000년)    | 5:06      |

| #  | 제목                         | 작사·작곡              | 오리지널 발매                             | 재생 시간 |
| -- | ---------------------------- | ---------------------- | ----------------------------------------- | --------- |
| 1. | 〈Blood Brothers〉           | 해리스                 | 《Brave New World》 (2000년)              | 7:04      |
| 2. | 〈When the Wild Wind Blows〉 | 해리스                 | 《The Final Frontier》 (2010년)           | 10:37     |
| 3. | 〈The Evil That Men Do〉     | 스미스, 디킨슨, 해리스 | 《Seventh Son of a Seventh Son》 (1988년) | 4:17      |
| 4. | 〈Fear of the Dark〉         | 해리스                 | 《Fear of the Dark》 (1992년)             | 7:30      |
| 5. | 〈Iron Maiden〉              | 해리스                 | 《Iron Maiden》 (1980년)                  | 5:08      |
| 6. | 〈The Number of the Beast〉  | 해리스                 | 《The Number of the Beast》 (1982년)      | 4:57      |
| 7. | 〈Hallowed Be Thy Name〉     | 해리스                 | 《The Number of the Beast》 (1982년)      | 7:28      |
| 8. | 〈Running Free〉             | 해리스, 폴 디애노      | 《Iron Maiden》 (1980년)                  | 7:57      |